# Dýchatelná kapalina
Dýchatelná kapalina je také známá jako okysličené perfluorokarbony. Jde o průzračnou a nereaktivní látku bez chuti a zápachu s nízkým povrchovým napětím. Jsou to molekuly tvořeny silnými vazbami uhlík-fluor, které mohou zvyšovat pevnost a stabilitu mezi dalšími vazbami. Jejich specifická struktura velmi dobře váže dýchatelné plyny – kyslík třikrát a oxid uhličitý dokonce čtyřikrát lépe než krev. Utvoří pak okysličenou látku, která je vhodná pro dýchání.

## Druhy kapalinové ventilace
Aplikace dýchatelné tekutiny se dělí na dvě provedení;

### TLV - Úplná kapalinová ventilace
TLV je zkratka pro anglický výraz Total Liquid Ventilation (úplná kapalinová ventilace). Je to metoda, při které se plíce zcela naplní dýchatelnou kapalinou. Je sice účinnější než PLV (viz níže), ale pro její provedení potřebujeme složitější techniku. V současné době se tato metoda používá spíše u zvířat, ale experti se již zabývají vylepšováním ventilátoru kapalin, aby se tato metoda mohla používat i v současné medicíně.

### PLV - Částečná kapalinová ventilace
PLV znamená Partial Liquid Ventilation (částečná kapalinová ventilace). V této metodě se plíce naplní pouze do funkční zbytkové kapacity (objem vzduchu v plicích na konci výdechu, což je zhruba 40 %). Tato metoda sice není tak funkční jako TLV, ale není k ní potřeba tolik pokročilé techniky a tudíž se může používat všude na světě.

## Výzkum
První bádání po dýchatelné kapalině začalo ihned po skončení 1. světové války, protože se lidé snažili vymyslet řešení toho, jak zabránit vdechnutí jedovatého plynu. Lékaři studující dopady na zdraví člověka prováděli různé testy se solnými roztoky na testovaných zvířatech (v tomto případě psech) – neúspěšně.
Perfluorokarbony jako takové se vynalezly počátkem 40. let při projektu Manhattan.
V roce 1962 Johannes A. Kylstra a jeho tým z Duke University prováděli pokus na myších, které by měly dýchat tentokrát okysličené solné roztoky, přetlakované na tlak, jaký je asi 1,5 kilometru pod hladinou vody – zvířata zemřela po několika minutách kvůli předávkování oxidem uhličitým, který nebyl z těla nijak odváděn. Experiment ovšem dokázal, že technika sama o sobě je možná, přestože zatím dost nepravděpodobná.
Roku 1966 Leland C. Clark a Frank Gollan provedli řadu dalších pokusů s okysličenými perfluorokarbony za normálních atmosférických podmínek. Krysy takhle vydržely 20 hodin, kočky i týdny. Experimentovalo se i se silikonovými oleji, ukázalo se však, že jsou pro savce toxické po tom, co zase začnou dýchat vzduch.
V roce 1989 ve Filadelfii začaly pokusy na lidech. Kapalina byla podána několika dětem s těžkou respirační tísní. Studie zjistily, že nastává značné zlepšení výkonu plic, a to i po odstranění ventilátoru. Dokázalo se tím, že by metoda byla vhodná a účinná hlavně pro předčasně narozené děti, jejichž plíce by se jinak pod tlakem vzduchu mohly zdeformovat (vlastně by se „zhroutily“ samy do sebe, protože by tam nebylo nic, co by ještě nedostatečně vyvinutým orgánům dávalo tvar).
V současnosti se rozvíjí různá využití, byl vynalezen i tzv. kapalinový ventilátor.

## Využití

### Potápění
V současnosti potápěči používají různé plynné příměsi (např. trimix nebo heliox), které zabraňují potížím kvůli vysokému tlaku s rostoucí hloubkou, které vedou až k selhání či roztržení plic. Také se využívají speciální obleky, které uvnitř udržují stálý vhodný tlak, jsou ovšem tuhé, objemné, nepohodlné a drahé.
Kdyby namísto toho dýchali kapalnou směs, tekutina v plicích by způsobila, že se podobný tlak jako ve vodě rozloží po celém těle a nijak by mu neuškodil. Navíc by se zabránilo přesycení dusíkem či heliem.
Problém je ale v odvádění oxidu uhličitého. Když už se v perfluorokarbonech rozpustí jeho určité množství, tlak působící toto rozpouštění se vyrovná tlaku, při kterém existuje oxid uhličitý v krvi, takže se vmísí spíš tam, než aby byl odveden ven, a nastává otrava krve. Jediným řešením je přístroj, který neustále dodává další dýchatelnou kapalinu, a sice asi 5 l za minutu na dospělého člověka (70 ml na 1 kg váhy). K tomu ale ještě musíme připočítat určitou fyzickou námahu, a s tím i zrychlený dech. Protože dodávka perfluorokarbonové kapaliny v takovém množství by byla prakticky nemožná, nehledě na to, že také velmi neekonomická, její použití při potápění je tedy spíše teoretické.

### Lékařství
V tomto oboru se dá použít částečná kapalinová ventilace, která umožňuje odvádění nepotřebných plynů pomocí ventilátoru, plíce jsou ovšem naplněny tekutinou. Studie prokázaly, že okysličená směs perfluorokarbonů pomáhá hned v několika oblastech medicíny:
U předčasně narozených dětí, kterým poskytuje dýchatelná kapalina podobné prostředí jako v děloze matky, navíc předchází vzniku onemocnění způsobených metodou umělých podávaných plynů. Při dýchacích problémech – snižuje zánět plic
Nový způsob podávání léků – pacient doslova vdechne léky rozpuštěné ve směsi
Chlazení mozku – po srdeční zástavě se mozek nejlépe zotaví tím, že se ochladí – tento způsob umožňuje snížení teploty až o 0,5 °C za minutu.

## Kapalinový ventilátor
Kapalinový ventilátor je přístroj, který čerpá směs perfluorokarbonů obohacenou o dýchací plyny a současně zvyšující teplotu kapaliny na tělesnou hodnotu.
Známý je například model Inolivent-4, který je od výzkumné skupiny Inolivent z Université de Sherbrooke v Quebecu v Kanadě a je určen pro výzkumné pokusy na zvířatech o hmotnosti 0,5 – 9 kg.

### Cyklus

Cyklus funkce kapalinového ventilátoru (Inolivent-4, výzkumná skupina Inolivent, Université de Sherbrooke)

#### Nádech
Kapalina je odváděna z inspiračního (nádechového) čerpadla do plic (ventil 1 umožňuje přístup při nádechu). Aby se mohla plně přesunout, je uzavřen ventil 2, který zabraňuje pronikání kapaliny z rezervoáru, a do toho se tedy hromadí další tekutina. Ventil 3 na odvádění oxidu uhličitého je uzavřen, respirační (výdechové) čerpadlo může vhánět vydechnutou kapalinu do filtru.

#### Maximální objem kapaliny v plicích
Čerpadla odčerpala kapalinu do plic, filtru i rezervoáru, které jsou teď plné. Vše je uzavřeno.

#### Výdech
Kapalina z plic je odváděna skrz ventil 3 do respiračního (výdechového) čerpadla, které naplňuje vydechnutou tekutinou. Ventil 2 se uvolní a kapalina z rezervoáru proudí do inspiračního (nádechového) čerpadla, odkud ale nemůže do plic (ventil 1 je uzavřen).

#### Minimální objem kapaliny v plicích
Kapalina z rezervoáru zcela naplnila inspirační (nádechové) čerpadlo. Respirační (výdechové) čerpadlo je plně naplněno vydechnutou kapalinou.